# 安赫尔·埃雷拉·贝拉
安赫尔·埃雷拉·贝拉（西班牙語：Ángel Herrera Vera，1957年8月2日—），古巴男子拳击运动员。他曾代表古巴参加1976年和1980年夏季奥林匹克运动会拳击比赛，获得二枚金牌。他也曾参加1979年和1983年泛美运动会。